# Palais Ioussoupov de la perspective Liteïny
Pour les articles homonymes, voir Palais Ioussoupov de la perspective Nevski, Palais Ioussoupov de la Moïka et Palais Ioussoupov de la rue Sadovaïa.

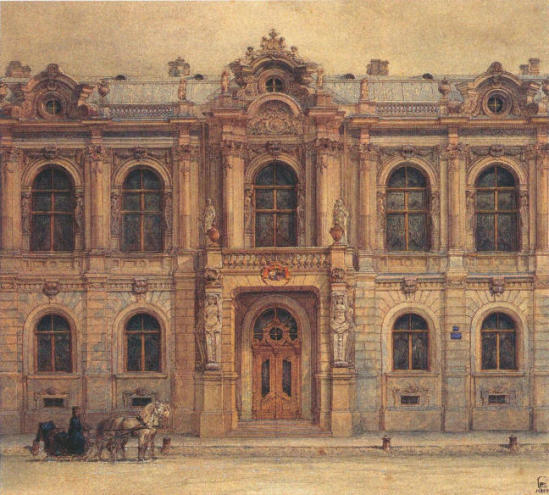
Façade du palais, aquarelle de Vassili Sadovnikov (1866).

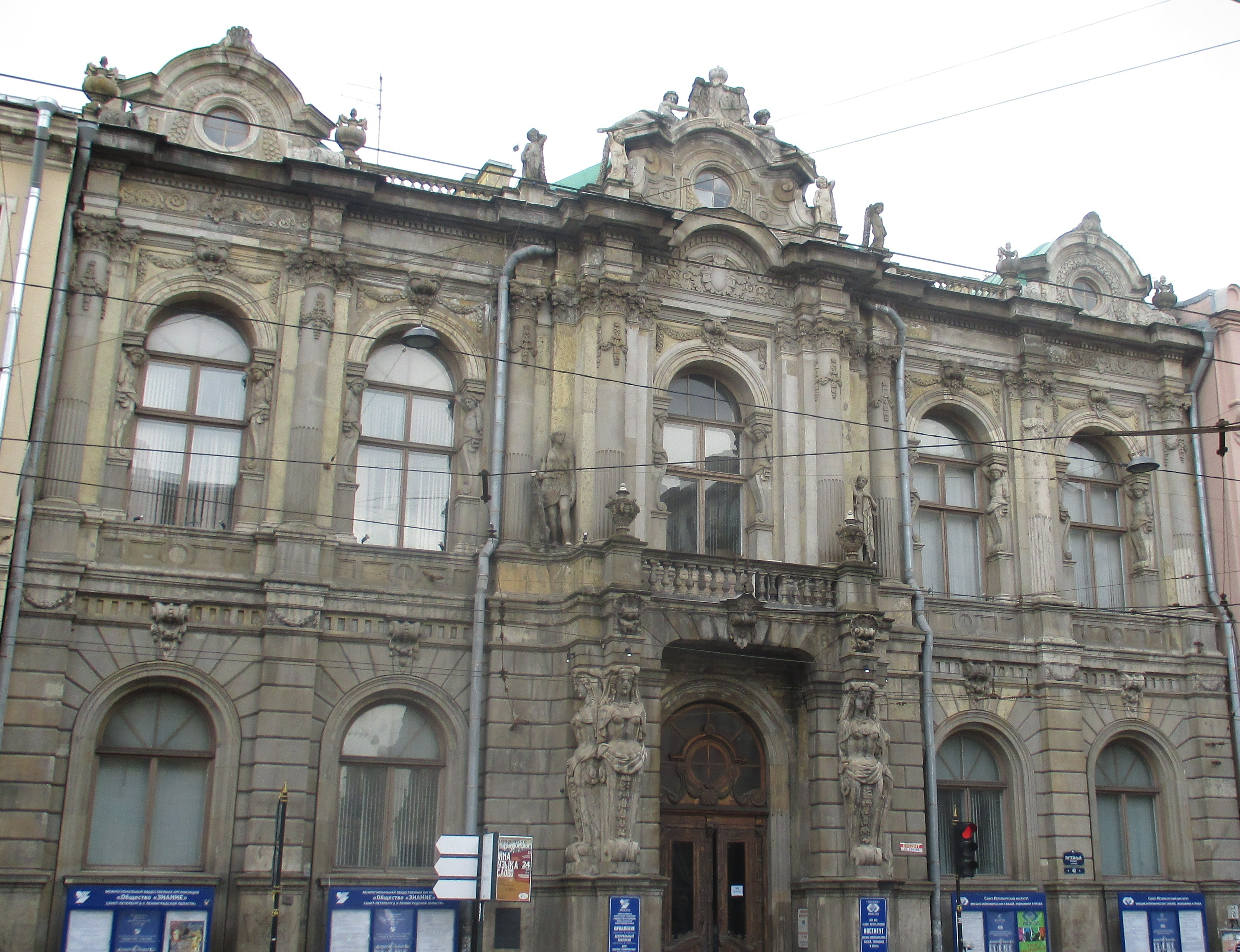
Façade de l'ancien palais.

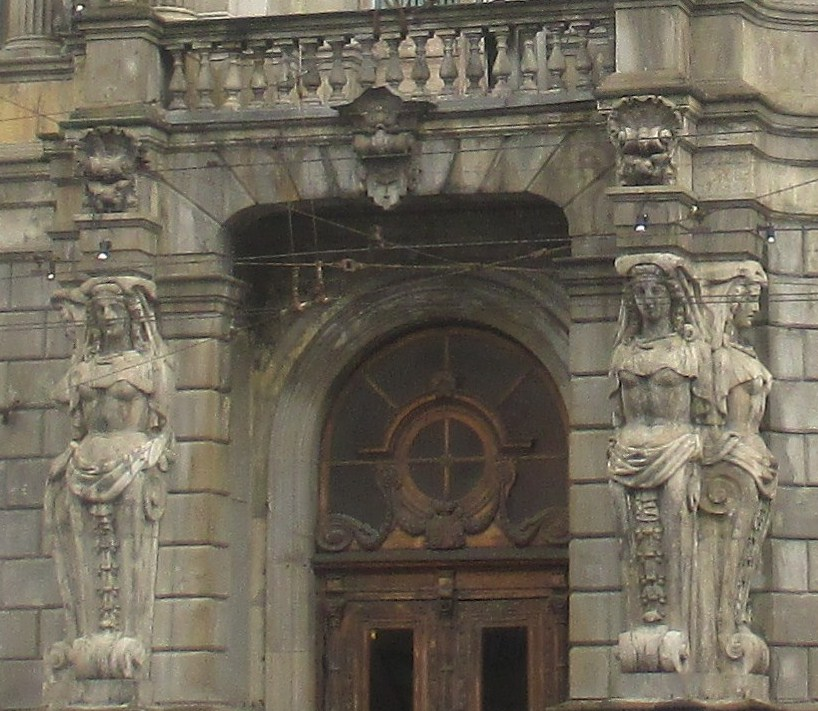
Détail des caryatides.

Le palais Ioussoupov est situé au 43 de la perspective Liteïny, dans le centre historique de Saint-Pétersbourg. Il a été construit pour la princesse Zénaïde Ioussoupov (1809-1893) (Zinaïda Youssoupova), née Narychkine. Celle-ci se remarie en 1861 avec un Français de vingt ans plus jeune qu'elle et qu'elle fait titrer comte de Chauveau. Elle s'installe un peu plus tard en France, revenant rarement à Saint-Pétersbourg, mais vivant dans son château de Kériolet ou à Paris, où elle meurt en 1893.

## Historique
L'hôtel particulier est construit selon le projet d'Harald von Bosse de 1852 à 1858 dans le style de la Renaissance italienne, avec des éléments baroques. L'édifice est entièrement bâti en pierre de grès, originaire soit de Gatchina, soit de Brême, même les caryatides de l'entrée d'honneur et les autres sculptures. La façade est ornée de pilastres et de colonnes avec des guirlandes végétales de pierre. Cinq grandes fenêtres au premier étage éclairent l'étage noble. Celle du milieu donne sur un balcon imposant au-dessus de l'entrée d'honneur qui est flanquée de deux fenêtres de chaque côté. La façade est donc éclairée de dix ouvertures y compris la grande porte d'honneur qui forme un portique soutenu de quatre caryatides (deux de face et une de chaque côté). La corniche en bordure de toiture est ornée de trois œils-de-bœuf, flanqués d'angelots. Celui du milieu est surmonté des armes de la famille. Les hautes fenêtres à la florentine de plein-cintre sont agrémentées d'atlantes de profil de chaque côté soutenant l'arcade de l'ouverture.
L'intérieur est également richement orné avec force médaillons, niches et plafonds moulurés et sculptés d'après les dessins de Nikolaï Maïkov. Les pièces les plus remarquables sont à l'époque la bibliothèque (avec ses collections de tableaux et d'objets d'art) au plafond à caissons, le salon des portraits, l'extraordinaire salon de malachite aux formes rococo (détruit aujourd'hui) et la salle de concert. L'escalier d'honneur est un exemple remarquable d'architecture néo-renaissance à la française avec verrière et pilastres corinthiens. La princesse avait fait installer aussi une chapelle intérieure, luxueusement décorée de fresques, aujourd'hui disparue.
Le dernier propriétaire avant d'être exproprié à la Révolution d'Octobre est l'arrière petit-fils de la princesse, le fameux prince Félix Youssoupoff, impliqué dans l'assassinat de Raspoutine. L'hôtel particulier est donné en location à partir de 1908 au club théâtral de l'union des auteurs dramatiques et musicaux. Le théâtre du Miroir déformant (« Кривое зеркало », théâtre surtout consacré à la parodie) y donne des représentations de vingt heures à minuit à partir de décembre 1908. Une exposition consacrée à Léon Tolstoï s'y tient en 1909 et une autre en 1912 intitulée Cent d'ans d'art pictural français,. Un hôpital militaire y est ouvert pendant la Première Guerre mondiale. Après la révolution d'Octobre, l'édifice passe à diverses institutions communistes.
Depuis 1994, l'édifice accueille l'Institut des relations économiques extérieures.